# Marian de Forest
Marian de Forest (Buffalo, 27 febbraio 1864 – Buffalo, 17 febbraio 1935) è stata una giornalista e commediografa statunitense, una forza importante del movimento femminile progressista e fondatrice di Zonta (poi Zonta International), un'organizzazione di servizio di donne professioniste. È stata inserita nella National Women's Hall of Fame nel 2001.

## Biografia
Marian de Forest nacque a Buffalo, New York il 27 febbraio 1864 da Cyrus H. e Sarah Germain Sutherland de Forest. La formazione scolastica di Marian iniziò con lezioni private a causa di una lesione agli occhi. Con straordinaria determinazione e perseveranza, superò l'handicap e si laureò al Buffalo Seminary nel 1884.
Dopo la laurea, Marian iniziò la sua carriera di giornalista, una delle prime donne giornaliste che esercitavano questa professione nella zona occidentale di New York. Scrisse per The Buffalo Evening News  e fu critica e redattrice del Dipartimento Donne del Buffalo Express, ora The Buffalo News per 20 anni. In questa veste ha incontrato alcune delle figure più celebri del mondo teatrale e musicale.
Come riconoscimento del suo talento, divenne redattore cittadino del The Buffalo Evening News e del The Buffalo Commercial.
Durante l'Esposizione panamericana del 1901 Marian ha ricoperto il ruolo di Segretario esecutivo del Consiglio delle donne manager.

## Carriera
Come commediografa importante ha sostenuto il ruolo delle donne nel teatro. Questo comprendeva la scrittura di ruoli per donne, come la sua opera teatrale Piccole donne, adattata dall'omonimo romanzo di Louisa May Alcott e messa in scena per la prima volta a Broadway nel 1912. Successivamente fu ripresa a Broadway nel 1917, 1931, 1944 e 1946 e fu frequentemente rappresentata nei teatri regionali degli Stati Uniti durante il XX secolo. La de Forest ha anche cofondato la Buffalo Musical Foundation, portando così l'American Opera Company nella parte occidentale di New York. Ha anche avuto un ruolo di primo piano nella formazione dell'Orchestra Filarmonica di Buffalo.
Alcune delle sue altre opere teatrali comprendono Erstwhile Susan, Mr. Man e una serie di lavori non pubblicati. Collaborò anche con Zona Gale nella produzione di Friendship Village, in una serie chiamata Neighbors su WEAF, sistema di trasmissione nazionale.
L'8 novembre 1919, presso l'Hotel Statler, Marian ha riunito un gruppo di donne importanti e professioniste con la stessa mentalità per formare lo Zonta Club di Buffalo. Zonta è un'organizzazione di servizio di donne dirigenti che lavorano per migliorare lo status delle donne in tutto il mondo e per aiutare le donne a raggiungere il posto che spetta loro nella loro professione. Marian ha capito quanto fosse importante superare il “soffitto di cristallo” molto prima che il termine venisse usato.
La de Forest realizzò la Buffalo Musical Foundation e ne divenne la direttrice nel 1924. Lavorando a stretto contatto con il Dipartimento scolastico di Buffalo, organizzò e promosse concerti sinfonici per i bambini. All'inizio degli anni '30, come già accennato, ebbe un ruolo importante nella fondazione dell'Orchestra Filarmonica di Buffalo. Nel 1932 Marian ha promosso il primo concerto Pops che ha dato lavoro a musicisti disoccupati.
Ha anche fatto parte del Consiglio di amministrazione della SPCA e per 14 anni è stata amica di un gatto di nome “Sammy” che ha vissuto con lei.

## Zonta
Zonta, fondato nel 1919, deriva da una parola Indiana Lakota Sioux che significa “onesta e affidabile”. In uno dei suoi primi discorsi, la de Forest spiegò: "Zonta rappresenta i più alti standard nel mondo degli affari e delle professioni... cerca la cooperazione piuttosto che la competizione e considera la Regola d'Oro non solo una buona etica, ma anche un buon affare". La de Forest immaginava che Zonta sarebbe diventata un'organizzazione internazionale. Secondo le sue stesse parole, “Questa è l'era della donna e in terre lontane e in climi stranieri le donne di tutte le nazioni si stanno radunando all'appello... A Zonta viene data l'opportunità di unirle in un grande, glorioso insieme”.
I suoi lavori drammatici si trovano nella collezione del Buffalo History Museum.

## Ultimi anni e morte
Marian ha vissuto in vari indirizzi a Buffalo. Nel 1888-1893 ha abitato al 44 di St. John's Place, nel 1896 a Ganson, 262 Delaware Avenue, nel 1898 al 67 di Park Street, nel 1900-1922 al 26 di Irving Place e dal 1924 fino alla sua morte ha abitato al 30 di Irving Place.
Marian morì il 17 febbraio 1935, nel Buffalo General Hospital. Il titolo del Buffalo Times riportava la notizia "Marian de Forest muore dopo una carriera straordinaria; la città perde una donna protagonista". Dopo le funzioni religiose presso la Chiesa Episcopale Trinity, di cui era membro, Marian fu sepolta nel cimitero Forest Lawn, nella stessa sezione dei suoi genitori.

## Onorificenze
Nell'ottobre 2001, Marian de Forest è stata la prima donna di Buffalo ad essere inserita nella National Women's Hall of Fame di Seneca Falls, New York. La de Forest si è aggiunta a 176 donne prestigiose che hanno ricevuto questo onore dal 1969.